# Proteuxoa subnigra
Proteuxoa subnigra är en fjärilsart som beskrevs av Walker 1857. Proteuxoa subnigra ingår i släktet Proteuxoa och familjen nattflyn. Inga underarter finns listade i Catalogue of Life.